# 楠瀨喜多
楠瀬喜多（日语：／ Kusunose Kita，1836年10月18日—1920年10月18日）是一名日本婦女運動家。外號「民權歐巴桑」  、「人權婆」。

## 經歷
1836年出生，為土佐藩車力人夫頭袈沙丸儀平的長女。1854年，与土佐藩剑道指南役的楠瀬實结婚。1874年，丈夫過世。由于二人膝下無子，亦無养子，楠瀬喜多继為戶長。
儘管身為戶長，但由于楠瀬喜多的女性身分，無法於1878年高知縣议会选举中投票。  时《府縣會規則》规定「在郡區內有戶籍、缴纳5日元以上地租的20歲以上男性方具備選舉資格。（同法第14条）」。然而，有關府縣會的下級地方單位區町村會的《郡区町村編制法》未設有全國統一標準。
对此，楠瀬滯納稅款，爭取女性投票權。楠瀬回復高知縣催款信道：「明明也有繳稅，女人卻不能投票，太奇怪了。权利與义务相對。沒有投票，沒有纳税。」 。高知县拒绝楠瀬的異議 ，楠瀬甚至向内务省提交了意见書 。最終，楠瀬依舊無法參與1878年选举。然而，1880年9月20日，政府颁布《區町村會法》，赋予各区町村會自行制定选举规则。據此，上町町议会為日本首次正式承认妇女选举权，但限于户長。  邻近的小高坂村也承認女性選舉權。
然而， 1884年，《區町村會法》改正，剥夺区町村會自行制定選舉规则的权力，并规定僅男性具有投票权。對此，楠瀬参加立志社的自由民权运动，站上阿波（德岛县）和赞岐（香川县）的演講臺，继续她的婦權运动，以「民權歐巴桑」廣為人知。
直至晚年，楠瀬依然热衷政治，通过河野廣中，四次出席众议院。1920年，在大正民主運動高峰中逝世。享年84歳。

## 紀念
为纪念楠瀬的婦女參政权运动，高知市上町二丁目高知市立第四小学校校门附近矗立着「婦女參政權發祥之地」的纪念碑 。此外，高知市立自由民權紀念館保存楠瀬喜多的肖像照片 。

## 相关项目
- 《爛漫》：以同為自由民權運動女性參與者的楠瀬喜江为原形的电视剧（2023年）[8]。

## 註腳

### 註
1. ↑  亦有文獻紀載為米商[2]。
2. ↑  亦有文獻紀為1857[2]。